# 紀元二千六百年記念行事

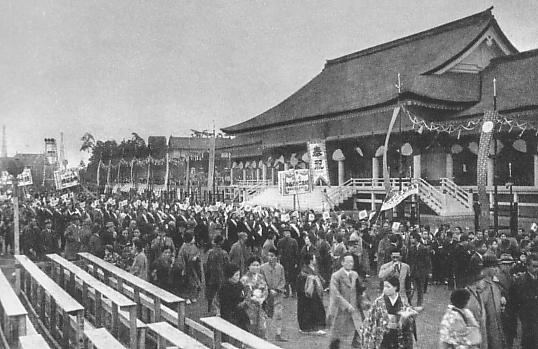
1940年（昭和15年）11月11日
紀元二千六百年記念式典会場

紀元二千六百年記念行事（きげんにせんろっぴゃくねんきねんぎょうじ）とは、1940年（昭和15年）に神武天皇即位紀元（皇紀）2600年を祝った一連の行事を指す。本項目では記念行事に記念事業も加えて記述する。

## 概要
1940年（昭和15年）が神武天皇が即位してから2600年に当たることから（『日本書紀』に基づく明治時代の計算によると即位日は西暦紀元前660年2月11日）、日本政府は1935年（昭和10年）10月1日に当時の内閣総理大臣岡田啓介（岡田内閣）を会長とする「紀元二千六百年祝典準備委員会」を発足させ、橿原神宮や陵墓の整備などの記念行事を計画・推進した。この準備委員会は、のちに阪谷芳郎を委員長とする「紀元二千六百年祝典評議委員会」が設置されると廃止された。また、内閣に設けられた「内閣紀元二千六百年祝典事務局」の局長には飯沼一省が、のちに歌田千勝が就いた。
1937年（昭和12年）4月24日、内閣総理大臣官邸において「紀元二千六百年奉祝会」創立委員会が開催され、紀元二千六百年奉祝会会則を決定。同年7月1日に「紀元二千六百年奉祝會設立及監督規程」（昭和12年閣令第3号）が公布され、同年7月7日に財団法人「紀元二千六百年奉祝会」（総裁：秩父宮雍仁親王、総裁代理：高松宮宣仁親王、副総裁：内閣総理大臣・公爵近衛文麿、会長：徳川宗家第16代当主・公爵徳川家達、副会長：侯爵佐々木行忠）が設立された。1938年（昭和13年）4月10日、明治神宮外苑競技場で秩父宮臨席のもと、紀元二千六百年奉祝会の総裁奉戴式と祝賀会が開催された。
1940年（昭和15年）には、年初の橿原神宮の初詣ラジオ中継に始まり、2月11日の紀元節（現在の建国記念の日）には全国11万社もの神社において大祭が行われ、展覧会、体育大会など様々な記念行事が外地を含む全国各地で催された。橿原神宮の整備には全国の修学旅行生を含め121万人が勤労奉仕し、外地の神社である北京神社（中華民国北平）、南洋神社（南洋諸島パラオ）、建国神廟（満洲帝国新京）などもこの年に建立され、神道の海外進出が促進された。また、同年11月9日に内務省神社局が昇格し神祇院が内務省の外局として設置されたほか、研究・教育機関では神宮皇學館が旧制専門学校から旧制大学に昇格した。
1940年（昭和15年）6月9日‐14日、昭和天皇は紀元二千六百年祝典の開催を奉告するため関西行幸。豊受大神宮、皇大神宮、神武天皇畝傍山東北陵、橿原神宮、仁孝天皇後月輪陵、孝明天皇後月輪東山陵、英照皇太后後月輪東北陵、明治天皇伏見桃山陵、昭憲皇太后伏見桃山東陵を、帰京後は大正天皇多摩陵を親拝した。
1940年（昭和15年）11月10日、宮城前広場において昭和天皇・香淳皇后臨御のもと、内閣主催の「紀元二千六百年式典」が盛大に開催された。11月14日まで関連行事が繰り広げられ、国民の祝賀ムードは最高潮に達した。また、式典に合わせてドイツ、イギリス、イタリア、フランス、ハンガリーの作曲家5人が「皇紀2600年奉祝曲」を作曲した。
ただ、長引く戦争による物資不足を反映して、公式行事参加者への接待は簡素化され、また行事終了後に一斉に貼られた大政翼賛会のポスターに書かれた「祝ひ 終つた さあ働かう!」（祝い 終わった さあ働こう!）の標語の如く、これを境に再び引き締めに転じ、その後戦時下の国民生活はさらに厳しさを増していくことになる。

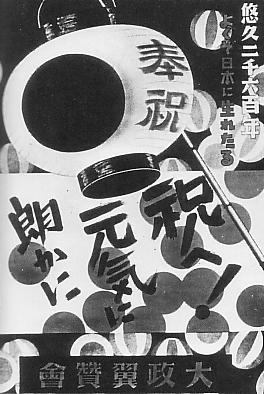
11月14日までのポスター「祝へ! 元気に 朗かに」
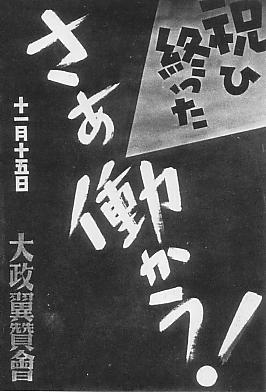
11月15日からのポスター「祝ひ 終つた さあ働かう!」

## 紀元二千六百年式典

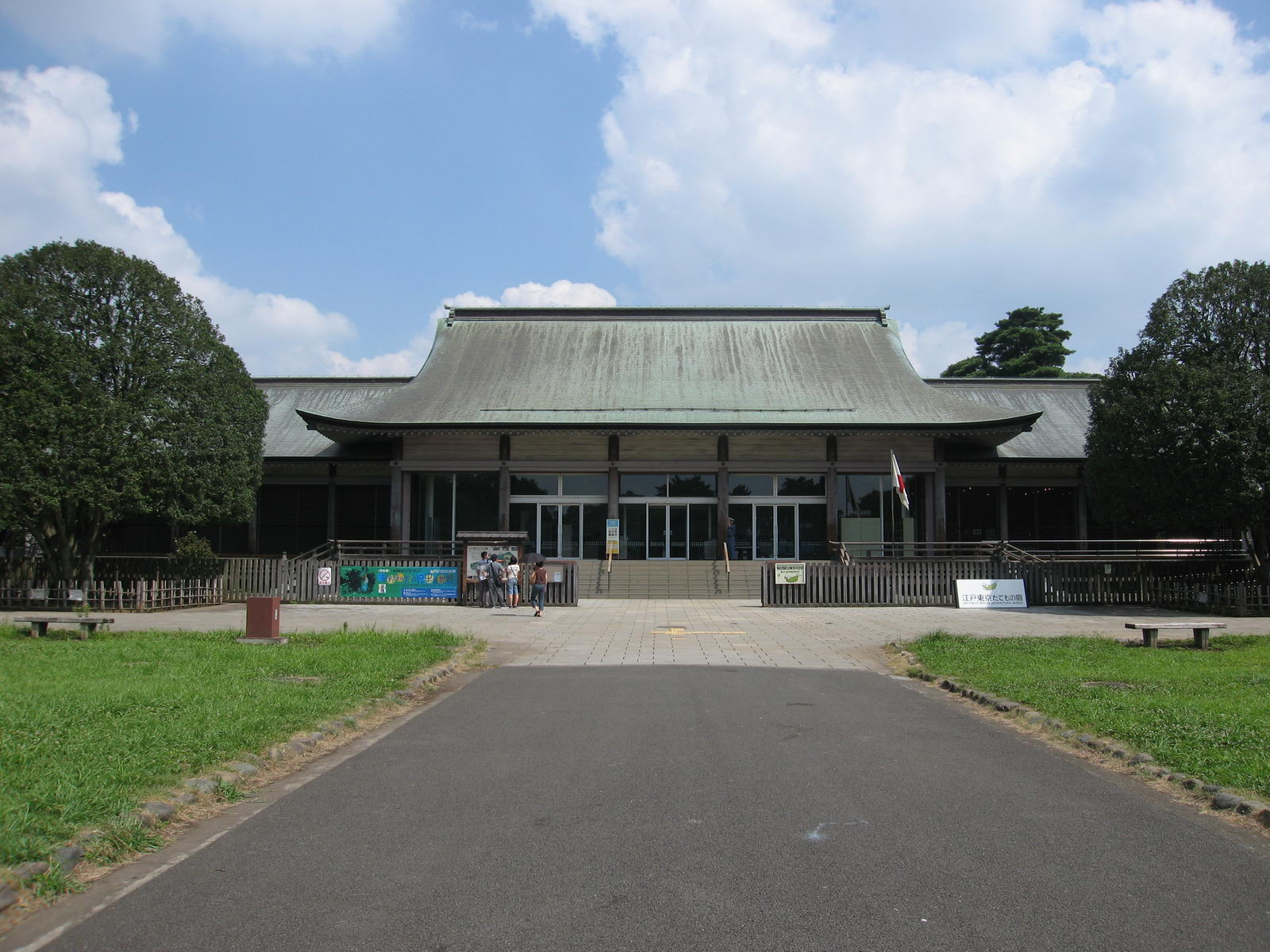
江戸東京たてもの園ビジターセンター。光華殿を1941年（昭和16年）、小金井大緑地に移設。2007年（平成19年）8月12日撮影

内閣主催の「紀元二千六百年式典」が1940年（昭和15年）11月10日に、昭和天皇・香淳皇后臨御のもと、宮城前広場で挙行された。参列者数は5万5000人。二重橋と坂下門の間に寝殿造の会場（光華殿）が清水組により設営された。式次第は下記の通り。
- 一般参列者着席
- 大勲位以下勅任官以上、貴族院議長、衆議院議長および令夫人着席
- 外国使臣および令夫人着席
- 内閣総理大臣、国務大臣式場御車寄に整列
- 皇族式場御車寄に整列
- 天皇・皇后式場御車寄に着御、便殿へ入御
- 天皇・皇后便殿にて皇族や大臣らを謁見
- 天皇・皇后出御（一同最敬礼）
- 式典開始奏上（近衛内閣総理大臣）
- 天皇・皇后立御（一同最敬礼）
- 国歌奉唱（陸海軍軍楽隊奉奏）
- 寿詞奉上（近衛内閣総理大臣）
- 勅語下賜（昭和天皇）
- 天皇・皇后着御
- 紀元二千六百年頌歌斉唱（陸海軍軍楽隊奉奏、東京音楽学校生徒奉唱）
- 天皇・皇后立御
- 万歳三唱（近衛内閣総理大臣）（一同最敬礼）
- 式典終了奏上（近衛内閣総理大臣）
- 天皇・皇后発御

紀元二千六百年式典ニ方リ賜ハリタル勅語（昭和15年11月10日）
式典の模様は日本放送協会（現在のNHKラジオ第1放送）によりラジオで実況中継されたが、天皇が勅語を読み上げる箇所は放送が中断された。これは、ラジオの聴取者がどのような姿勢・体勢で放送を聴いているかが分からないため、不敬とされる状況が生じるのを避ける（不敬罪で取り締まる事も出来ない）ための措置であった。天皇の肉声（玉音）が正式なプログラムとして初めてラジオで放送され、国民が天皇の肉声を聞くのは5年後の1945年（昭和20年）8月15日のポツダム宣言受諾を伝える玉音放送である。

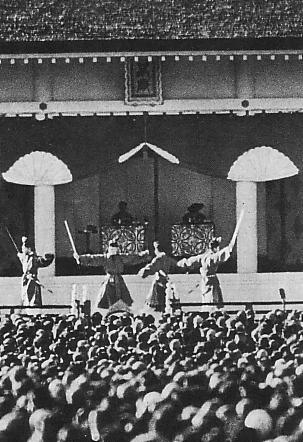
紀元二千六百年奉祝会
1940年（昭和15年）11月11日

なお、翌日11日には同会場で式典同様、昭和天皇・香淳皇后出御のもと「紀元二千六百年奉祝会」が行なわれ、高松宮宣仁親王（奉祝会総裁代理。総裁の秩父宮は結核療養中で一連の行事を欠席）とジョセフ・グルー（第13代駐日アメリカ合衆国大使）による奉祝詞奏上、奈良朝風の奉祝舞楽「悠久」の演舞、高松宮による聖寿万歳三唱などが行なわれた。参列者にはお祝いの饌（食事)）が用意されたが、日本酒のほかはパン・果物など簡素にとどめられた。
また、紀元二千六百年祝典記念章が制定され（昭和15年7月27日勅令第488号「紀元二千六百年祝典記念章令」第1条）、紀元節又は紀元二千六百年式典に招かれた者（同第3条1号2号）及び式典の事務並びに要務に関与した者（同3号）に授与された（同第3条）。

## 祝電
紀元二千六百年祝典挙行に際し、タイ王国皇帝ラーマ8世、ルーマニア王国皇帝ミハイ1世、ユーゴスラビア王国摂政ユーゴスラビア公パヴレ、イタリア王国皇帝ヴィットーリオ・エマヌエーレ3世、ドイツ国宰相アドルフ・ヒトラーから祝電が寄せられ、これらに対して昭和天皇から答電が発送された。
また、祝典に先立つ1940年（昭和15年）6月26日‐7月10日、満州帝国の皇帝溥儀が紀元二千六百年を祝し戦艦日向で訪日。横浜港大桟橋では高松宮、東京駅では昭和天皇が出迎え、滞在中に明治神宮、靖国神社、遊就館、多摩陵、東京帝室博物館、東京第一陸軍病院、伊勢神宮、畝傍山東北陵、橿原神宮、伏見桃山陵、伏見桃山東陵を訪れた。

## その他記念行事・事業等

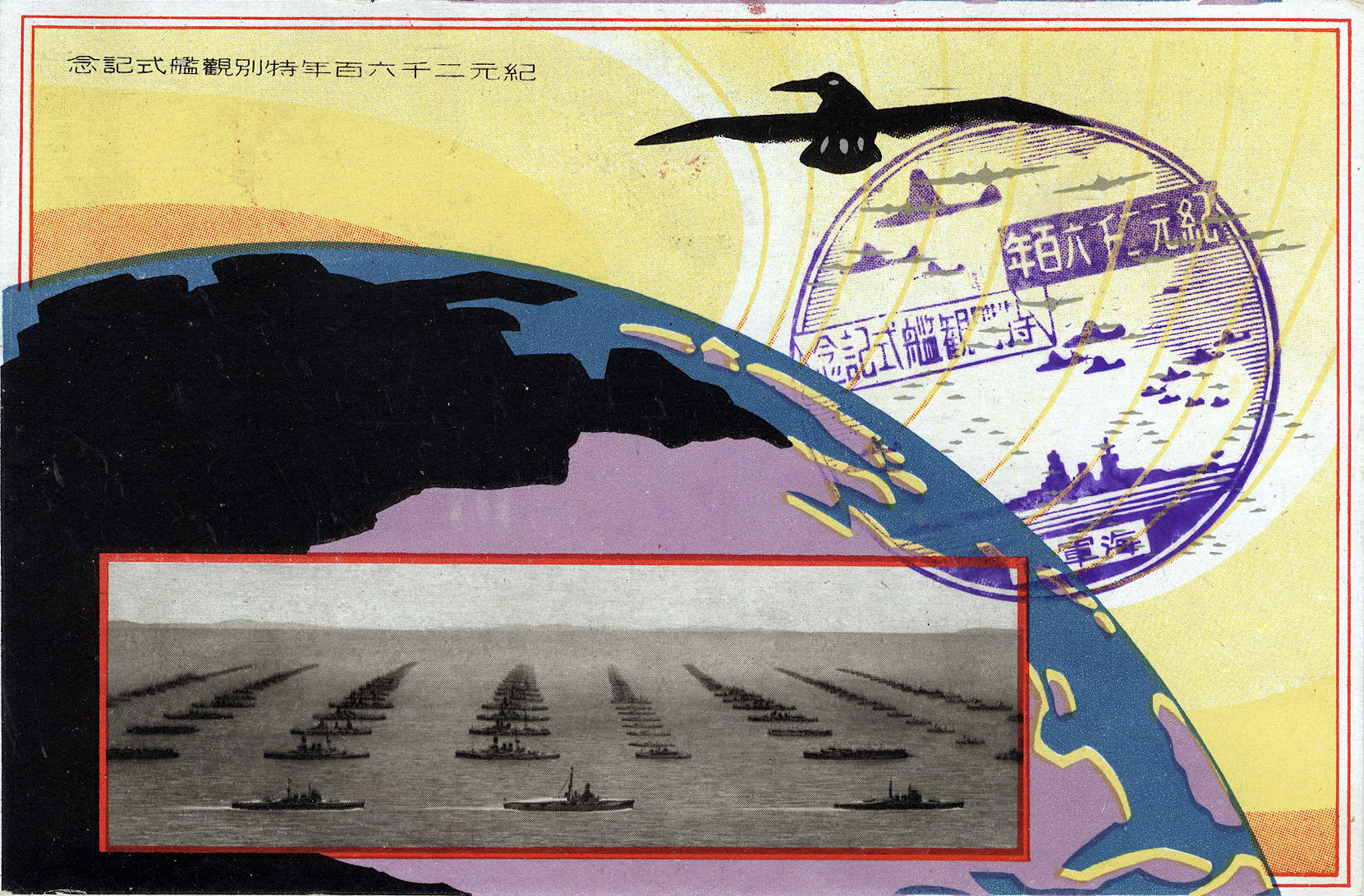
海軍省発行『紀元二千六百年特別觀艦式記念』絵葉書

- 紀元二千六百年特別観艦式（10月11日　横浜港沖）
- 皇紀二千六百年奉祝全国基督教信徒大会（10月17日　青山学院）
- 紀元二千六百年特別観兵式（10月21日　代々木練兵場）
- 紀元二千六百年奉祝海外同胞東京大会（11月　日本橋髙島屋）
- 紀元二千六百年奉祝美術展覧会（4月、11月、12月　東京府美術館）
- 紀元二千六百年奉祝楽曲発表演奏会（12月7日‐8日　歌舞伎座、12月26日‐27日大阪歌舞伎座　演奏曲目：リヒャルト・シュトラウス「奉祝祝典音楽 作品84」（ヘルムート・フェルマー指揮）、イルデブランド・ピツェッティ「奉祝交響曲イ長調 」（ガエタノ・コメリー指揮）、ジャック・イベール「奉祝祝典序曲」（山田耕筰指揮）、 ヴェレシュ・シャンドール「奉祝交響曲第1番」（橋本國彦指揮） ）
- 紀元二千六百年奉祝天覧武道大会（6月18日-20日　済寧館）
- 紀元二千六百年奉祝児童唱歌大会
- 大行進曲「大日本」初演（4月20日　日比谷公園大音楽堂　海軍軍楽隊演奏、斉藤丑松作曲）
- 第1回全日本吹奏楽競演会ならびに紀元二千六百年奉祝集団音楽大行進並大競演会[14]（11月23日、橿原神宮、朝日会館、中之島公園、御堂筋など）
- 奉祝会歌「紀元二千六百年頌歌」（東京音楽学校作詞・信時潔作曲）発表（1938年4月10日）
- 奉祝国民歌「紀元二千六百年」（増田好生作詞・森義八郎作曲）発表（1939年12月20日）
- 橿原神宮境域および畝傍山東北陵参道拡張整備（内拝殿、外拝殿、橿原神宮前駅現駅舎の建設など）
- 宮崎神宮境域拡張整備（「八紘之基柱（あめつちのもとはしら）」、「皇軍発祥の地」碑の建設など）
- 神武天皇聖蹟の調査・保存顕彰（「鵄邑顕彰碑」「雄水門顕彰碑」など19カ所に石碑）
- 宮城外苑整備（昭和15年1月‐昭和18年7月　クロマツの植樹、和田倉橋、祝田橋の架橋など）
- 天皇陵の参拝道路の改良（安寧天皇畝傍山西南御陰井上陵など43陵）
- 東京府の紀元二千六百年記念事業審議会における大緑地造成計画（東京緑地計画の一環）策定
- 紀元二千六百年奉賛展覧会（東京・大阪・京都・福岡・鹿児島・名古屋・札幌・広島・京城・新京・奉天・大連の各地を巡回して開催）
- 紀元二千六百年奉祝展覧会（東京（新宿伊勢丹・日本橋髙島屋・松屋銀座・上野松坂屋・銀座松坂屋・日本橋三越・白木屋）・大阪（心斎橋十合・日本橋松坂屋・髙島屋大阪店・高麗橋三越）の各百貨店でそれぞれ同時開催）
- 紀元二千六百年記念 正倉院御物特別展（11月6-24日　東京帝室博物館　会期中に約41万4300人が参観）
- 紀元二千六百年にあたり恩赦、復権（2月11日）
- 南洋神社（南洋諸島パラオ・コロール島）の創建
- 「国史館」（仮称　東京府東京市）の建設　※のち奉祝記念事業から削除
- 『日本文化大観』の編纂出版（歴史篇上・下、現勢篇、図録上・中・下の全6巻。編纂委員長河原春作　昭和17年12月「第1巻 歴史篇上」のみ刊行）

## オリンピックと万博の同時開催計画
また、国威高揚の機会と、国力の対外的誇示の機会でもある国際的イベントもこの年に合わせて開催しようと日本政府により計画されていた。それは「オリンピック」や「万国博覧会」を日本に誘致し開催しようというもので、実際に大規模なイベントの開催が正式に決定していた。
- 第12回夏季オリンピック東京大会
- 第5回冬季オリンピック札幌大会
- 紀元2600年記念日本万国博覧会

だがこれらは、1937年（昭和12年）に始まった日中戦争の長期化に伴い、五輪は開催権を返上、万博は延期されることになった。しかし、東亜競技大会や東京の勝鬨橋、第一ホテル、馬事公苑、オリンピック道路（現在の野沢通りと龍雲寺通り。目黒区東山1丁目の切り通しに架かる鴻巣橋は昭和13年建造）、埼玉の戸田漕艇場のように、この一大イベントに合わせて開催された大会や造られた建造物もいくつか存在する。

## 神宮参拝の推奨

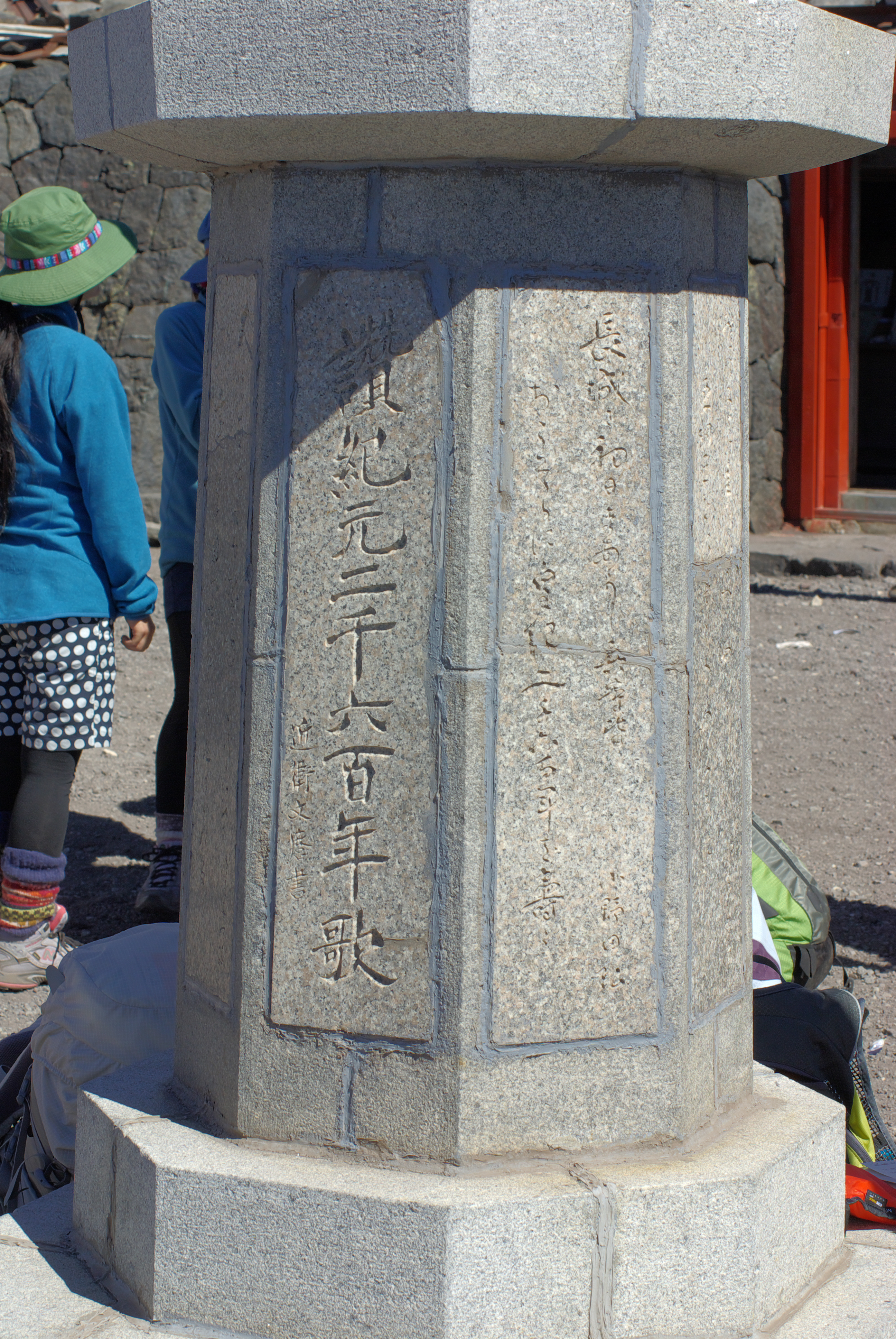
富士山頂、富士山本宮浅間大社奥宮の石燈籠に刻まれた讃紀元二千六百年歌。近衛文麿書。

当時は資源不足の統制下において軍事輸送を最優先する観点から、「ぜいたくは敵だ」「遊楽旅行廃止」「行楽輸送で大事な輸送を妨げるな」といったスローガンが駅に張られるなど、観光旅行の自粛を政府は国民に呼びかけていたが、皇室と縁の深い明治神宮、橿原神宮、伊勢神宮などへの参拝は例外とされ、むしろ割引乗車券を販売するなど参拝を推奨していた。
国民は長く旅行を遠慮していたこともあって、大手を振ってこれらの神社へ出かけ、1940年（昭和15年）の橿原神宮参拝者は延べ1000万人、伊勢神宮は同800万人を数えた。また、伊勢神宮と橿原神宮が沿線に鎮座する大阪電気軌道・参宮急行電鉄・関西急行電鉄（大軌・参急・関急電、現在の近畿日本鉄道（近鉄）の前身）や大阪鉄道（大鉄、現在の近鉄南大阪線など）・奈良電気鉄道（奈良電、現在の近鉄京都線）といった私鉄会社は、この輸送に対処すべく臨時列車を多く設定し、国鉄も同様に旅客輸送に努めた。

## 記念切手
逓信省（現在の日本郵政）は紀元二千六百年を記念する記念切手を発行している。紀元節の2月11日に2銭と10銭、式典が開催された11月10日に4銭と20銭の各額面の記念切手が発売された。いずれの図案も日本書紀に関する題材で、2銭は金鵄、4銭は高千穂、10銭は鮎と厳瓶（あゆといつべ）、20銭は橿原神宮である。また満洲国も「日本紀元二千六百年紀念」の慶祝郵便切手2種を1940年（康徳7年）9月18日に発行している。

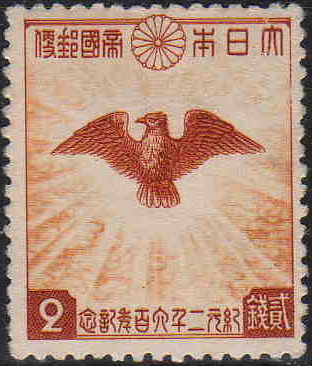
金鵄
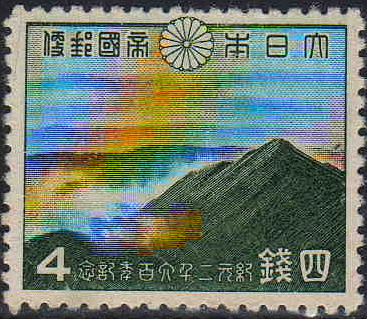
高千穂
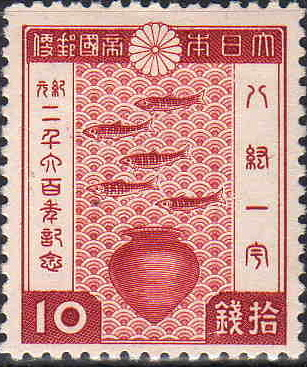
鮎と厳瓶、右側に八紘一宇の文字がある
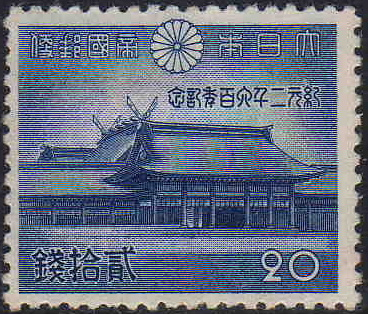
橿原神宮

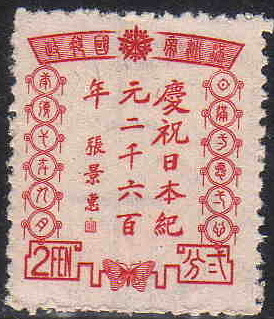
張景恵の書が図案の満洲国2分記念切手。右側に「日満一徳一心」と篆書体で記す
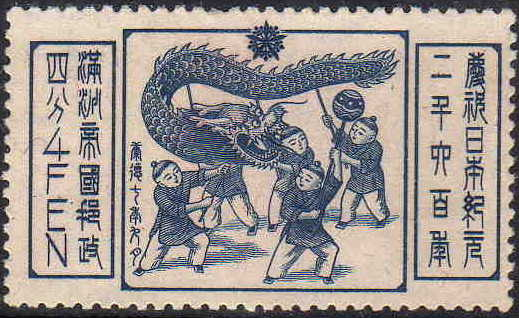
満洲国4分記念切手

## 記念出版
- 佐佐木信綱 編『列聖珠藻』紀元二千六百年奉祝會、1940年11月11日。doi:10.11501/8799801。 - 歴代天皇の御製集
- 辻善之助『聖徳餘光』紀元二千六百年奉祝會、1940年11月11日。doi:10.11501/3440655。 - 歴代天皇の事績集
- 帝國學士院 編『宸翰英華』 第一册、紀元二千六百年奉祝會、1944年12月11日。doi:10.11501/2586902。
- 帝國學士院 編『宸翰英華』 第二册、紀元二千六百年奉祝會、1944年12月11日。doi:10.11501/2586903。
- 帝國學士院 編『宸翰英華』紀元二千六百年奉祝會、1944年12月11日。doi:10.11501/2586904。

## 記念映画
- 『天業奉頌』 日本映画社、1941年（昭和16年）製作、60分
  - DVD「続 戦時下のスクリーン 発掘された国策映画」に収録（販売元：コニービデオ、2007年）